# 林子昱
林子昱（1993年9月19日—）為一名台灣職業棒球選手，擔任投手，效力於中華職棒味全龍。林子昱自幼便踏上了三級棒球之路，並在成棒的洗禮後參與選秀。第一次在2018年投入選秀後落選，隔年再度投入職棒選秀被味全龍以第五輪第25指名選中。
林子昱在2021年初上一軍，雖然留下3勝11敗的成績，但多達108.1局的投球也為球隊有不少貢獻，防禦率4.65對新人而言也相當不俗。
目前林子昱最快球速可以上看150 km/h，也有直球、曲球、伸卡球、指叉球、變速球、卡特球等多樣化的球種搭配。

## 經歷
- 台東縣樟原國小少棒隊
- 台東縣新生國中青少棒隊
- 高雄市三信家商青棒隊
- 台南市康寧大學棒球隊
- 臺南市成棒隊（2017年～2019年）
- 中華職棒味全龍隊（2019年8月3日～）

## 職棒生涯成蹟與事蹟

### 特殊事蹟
- 2021年3月18日，林子昱在個人職棒一軍於臺中市洲際棒球場初登板，對戰的是中信兄弟擔任先發投手。主投4局用55球，被擊出7支安打、失3分，投出1次三振、1次四壞球，終場味全龍以1：5輸球，林子昱吞下一軍生涯首敗。
- 2021年3月30日，於桃園國際棒球場對戰樂天桃猿主投5局用73球，被擊出6支安打、無失分，並投出2次三振、1次觸身球。終場味全龍以3：0獲勝，林子昱獲得一軍生涯首勝；成為味全隊回歸職棒後，首位在一軍賽事投滿五局且奪下勝投的本土投手[4][5]。
- 2021年11月2日，於新北市立新莊棒球場對戰富邦悍將，主投7.1局被擊出4支安打、失3分，達成100局的投球[6]。

### 職棒生涯成績
| 年度 | 球隊   | 出賽 | 先發 | 勝投 | 敗投 | 中繼 | 救援 | 完投 | 完封 | 四壞 | 三振 | 投球局數 | 自責分率 | 被上壘率 |
| ---- | ------ | ---- | ---- | ---- | ---- | ---- | ---- | ---- | ---- | ---- | ---- | -------- | -------- | -------- |
| 2021 | 味全龍 | 24   | 21   | 3    | 11   | 1    | 0    | 0    | 0    | 43   | 52   | 108.1    | 4.65     | 1.48     |
| 2022 | 味全龍 | 15   | 11   | 2    | 4    | 2    | 1    | 0    | 0    | 36   | 30   | 63.2     | 2.69     | 1.43     |
| 2023 | 味全龍 | 30   | 8    | 3    | 6    | 6    | 0    | 0    | 0    | 31   | 52   | 64.0     | 5.20     | 1.52     |
| 2024 | 味全龍 | 17   | 3    | 1    | 1    | 0    | 0    | 0    | 0    | 8    | 19   | 33.1     | 2.70     | 1.26     |
| 合計 | 4年    | 86   | 43   | 9    | 22   | 9    | 1    | 0    | 0    | 118  | 153  | 269.1    | 4.08     | 1.45     |

## 外部連結
- 林子昱在台灣棒球維基館上的頁面（繁體中文）
- 林子昱在中華職棒官網
- 林子昱在Baseball-Reference.com（小聯盟以及海外聯盟）（英语）
- 林子昱的Facebook專頁
- 林子昱的Instagram帳戶